# Jefferson Alfredo Intriago
Jefferson Intriago (n. Junín, Ecuador; 4 de junio de 1996) es un futbolista ecuatoriano. Juega de centrocampista y su equipo actual es Mazatlán Fútbol Club de la Primera División de México.

## Trayectoria
Jefferson inicia en el 2008 su formación deportiva en J. G. H. C. club barrial de Portoviejo, posteriormente en el 2010 pasó a las menores de Liga Deportiva Universitaria.
En 2011 ya dio detalles de su calidad, pues con 15 años ya jugó con la reserva. Alternó entre la sub-16 y luego la sub-18, con la misma reserva, hasta que en 2014 llegó su oportunidad de actuar en primera cuando el entonces entrenador Luis Zubeldía lo ascendió al equipo profesional. El 19 de enero de 2014, Intriago hizo su debut con Liga en la noche blanca frente al América de Cali, en el estadio Casa Blanca, partido que terminó con victoria alba por 3-0, con mayoría de canteranos.
Más tarde el 25 de enero del mismo año Zubeldía lo hace debutar por el campeonato ecuatoriano frente al Manta Fútbol Club, en esa temporada su juventud no le pesó para jugar 33 partidos. En el año siguiente también marcó diferencias en su posición, el 9 de noviembre de 2015 marca su primer gol como profesional en un partido contra Liga de Loja. Una lesión (rotura parcial del alerón rotuliano de la rodilla derecha) le impidió disputar las finales del campeonato ecuatoriano contra Emelec.
Aunque Intriago no es un habitual cobrador de penales, la noche del miércoles 2 de agosto de 2017 se vistió con la piel de los mejores ejecutores. El manabita marcó con precisión el remate que llevó a Liga Deportiva Universitaria a los octavos de final de la Copa Sudamericana, tras superar a Bolívar de La Paz puso a su club en la siguiente fase donde sería eliminado frente a Fluminense.
El 29 de noviembre de 2021 fue anunciado en el Mazatlán Fútbol Club de la Primera División de México. Previamente había jugado para el Fútbol Club Juárez. En noviembre de 2023 extendió su estadía en club al firmar un contrato de renovación hasta 2027.

## Selección nacional

### Categorías inferiores
Fue parte de la sub-17 que participó en el Campeonato Sudamericano de Fútbol Sub-17 de 2013 que se realizó en Argentina y de la selección nacional sub-20 que participó en el Campeonato Sudamericano de Fútbol Sub-20 de 2015 que se realizó en Uruguay.

#### Participaciones en Sudamericanos
| Campeonato                  | Sede      | Resultado    | Partidos | Goles |
| --------------------------- | --------- | ------------ | -------- | ----- |
| Sudamericano Sub-17 de 2013 | Argentina | Primera fase | 4        | 0     |
| Sudamericano Sub-20 de 2015 | Uruguay   | Primera fase | 4        | 0     |

### Selección absoluta
Debutó en la selección mayor de Ecuador el 5 de octubre de 2017 en el partido contra Chile por las eliminatorias para Rusia 2018 en Santiago.

#### Participaciones en eliminatorias
| Eliminatorias      | Sede            | Resultado    | Partidos | Goles |
| ------------------ | --------------- | ------------ | -------- | ----- |
| Eliminatorias 2018 | América del Sur | No clasificó | 2        | 0     |

#### Participaciones en Copa América
| Copa              | Sede   | Resultado      | Partidos | Goles |
| ----------------- | ------ | -------------- | -------- | ----- |
| Copa América 2019 | Brasil | Fase de grupos | 1        | 0     |

### Partidos internacionales
Actualizado al último partido disputado el 15 de junio de 2019.
| \| N.° \| Fecha \| Ciudad \| Rival \| Resultado \| Resultado \| Competencia \| \| --- \| ----------------------- \| ---------------- \| --------- \| --------- \| --------- \| ----------------------------------- \| \| 1. \| 5 de octubre de 2017 \| Santiago \| Chile \| 1-2 \| Derrota \| Eliminatorias al Mundial Rusia 2018 \| \| 2. \| 10 de octubre de 2017 \| Quito \| Argentina \| 1-3 \| Derrota \| Eliminatorias al Mundial Rusia 2018 \| \| 3. \| 15 de noviembre de 2018 \| Lima \| Perú \| 2-0 \| Victoria \| Amistoso \| \| 4. \| 20 de noviembre de 2018 \| Ciudad de Panamá \| Panamá \| 2-1 \| Victoria \| Amistoso \| \| 5. \| 26 de marzo de 2019 \| Harrison \| Honduras \| 0-0 \| Empate \| Amistoso \| \| 6. \| 1 de junio de 2019 \| Miami \| Venezuela \| 1-1 \| Empate \| Amistoso \| \| 7. \| 9 de junio de 2019 \| Arlington \| México \| 2-3 \| Derrota \| Amistoso \| \| 8. \| 15 de junio de 2019 \| Belo Horizonte \| Uruguay \| 0-4 \| Derrota \| Copa América 2019 \| |                         |                  |           |           |           |                                     |
| N.° | Fecha                   | Ciudad           | Rival     | Resultado | Resultado | Competencia                         |
| 1. | 5 de octubre de 2017    | Santiago         | Chile     | 1-2       | Derrota   | Eliminatorias al Mundial Rusia 2018 |
| 2. | 10 de octubre de 2017   | Quito            | Argentina | 1-3       | Derrota   | Eliminatorias al Mundial Rusia 2018 |
| 3. | 15 de noviembre de 2018 | Lima             | Perú      | 2-0       | Victoria  | Amistoso                            |
| 4. | 20 de noviembre de 2018 | Ciudad de Panamá | Panamá    | 2-1       | Victoria  | Amistoso                            |
| 5. | 26 de marzo de 2019     | Harrison         | Honduras  | 0-0       | Empate    | Amistoso                            |
| 6. | 1 de junio de 2019      | Miami            | Venezuela | 1-1       | Empate    | Amistoso                            |
| 7. | 9 de junio de 2019      | Arlington        | México    | 2-3       | Derrota   | Amistoso                            |
| 8. | 15 de junio de 2019     | Belo Horizonte   | Uruguay   | 0-4       | Derrota   | Copa América 2019                   |

## Estadísticas

### Clubes
Actualizado al último partido disputado el 12 de julio de 2025.
| Club                                   | Div.          | Temporada     | Liga  | Liga  | Copas nacionales | Copas nacionales | Copas internacionales | Copas internacionales | Total | Total | Total  |
| Club                                   | Div.          | Temporada     | Part. | Goles | Part.            | Goles            | Part.                 | Goles                 | Part. | Goles | Asist. |
| -------------------------------------- | ------------- | ------------- | ----- | ----- | ---------------- | ---------------- | --------------------- | --------------------- | ----- | ----- | ------ |
| Liga Deportiva Universitaria · Ecuador | 1.ª           | 2014          | 33    | 0     | —                | —                | —                     | —                     | 33    | 0     | 1      |
| Liga Deportiva Universitaria · Ecuador | 1.ª           | 2015          | 27    | 1     | —                | —                | 4                     | 0                     | 31    | 1     | 2      |
| Liga Deportiva Universitaria · Ecuador | 1.ª           | 2016          | 17    | 0     | —                | —                | 0                     | 0                     | 17    | 0     | 0      |
| Liga Deportiva Universitaria · Ecuador | 1.ª           | 2017          | 33    | 0     | —                | —                | 6                     | 0                     | 39    | 0     | 2      |
| Liga Deportiva Universitaria · Ecuador | 1.ª           | 2018          | 39    | 3     | —                | —                | 4                     | 0                     | 43    | 3     | 2      |
| Liga Deportiva Universitaria · Ecuador | 1.ª           | 2019          | 12    | 2     | 0                | 0                | 6                     | 0                     | 18    | 2     | 0      |
| Liga Deportiva Universitaria · Ecuador | Total club    | Total club    | 161   | 6     | 0                | 0                | 20                    | 0                     | 181   | 6     | 7      |
| F. C. Juárez · México                  | 1.ª           | 2019-20       | 23    | 1     | 4                | 0                | —                     | —                     | 27    | 1     | 5      |
| F. C. Juárez · México                  | 1.ª           | 2020-21       | 25    | 0     | —                | —                | —                     | —                     | 25    | 0     | 3      |
| F. C. Juárez · México                  | 1.ª           | 2021-22       | 13    | 2     | —                | —                | —                     | —                     | 13    | 2     | 1      |
| F. C. Juárez · México                  | Total club    | Total club    | 61    | 3     | 4                | 0                | 0                     | 0                     | 65    | 3     | 9      |
| Mazatlán F. C. · México                | 1.ª           | 2021-22       | 18    | 0     | —                | —                | —                     | —                     | 18    | 0     | 0      |
| Mazatlán F. C. · México                | 1.ª           | 2022-23       | 27    | 0     | —                | —                | —                     | —                     | 27    | 0     | 0      |
| Mazatlán F. C. · México                | 1.ª           | 2023-24       | 28    | 1     | —                | —                | 3                     | 0                     | 31    | 1     | 2      |
| Mazatlán F. C. · México                | 1.ª           | 2024-25       | 16    | 0     | —                | —                | —                     | —                     | 16    | 0     | 0      |
| Mazatlán F. C. · México                | 1.ª           | 2025-26       | 1     | 0     | —                | —                | —                     | —                     | 1     | 0     | 0      |
| Mazatlán F. C. · México                | Total club    | Total club    | 90    | 1     | 0                | 0                | 3                     | 0                     | 93    | 1     | 2      |
| Total carrera                          | Total carrera | Total carrera | 312   | 10    | 4                | 0                | 23                    | 0                     | 339   | 10    | 18     |
| 1. 2.                                  |               |               |       |       |                  |                  |                       |                       |       |       |        |

## Palmarés

### Campeonatos nacionales
| Título             | Club                         | País    | Año  |
| ------------------ | ---------------------------- | ------- | ---- |
| Serie A de Ecuador | Liga Deportiva Universitaria | Ecuador | 2018 |